# Pollimyrus isidori fasciaticeps
Pollimyrus isidori fasciaticeps is een ondersoort van de straalvinnige vissen uit de familie van de tapirvissen (Mormyridae). De wetenschappelijke naam van de soort is voor het eerst geldig gepubliceerd in 1920 door Boulenger.